# Karim Traïdia
 (octobre 2018).
Si vous disposez d'ouvrages ou d'articles de référence ou si vous connaissez des sites web de qualité traitant du thème abordé ici, merci de compléter l'article en donnant les références utiles à sa vérifiabilité et en les liant à la section « Notes et références ».
Karim Traïdia, né en 1949 à Besbes, est un  réalisateur, scénariste et écrivain algéro-néerlandais.

## Filmographie
- 1991 : De onmacht[2]
- 1993 : De Vloek[3]
- 1998 : La Fiancée polonaise[4]
- 2000 : Les diseurs de vérité[5]
- 2006 : Eilandgasten[6]
- 2007 : De avondboot[7]
- 2015 : Chronicle of my Village[8]
- 2018 : Solar Eclipse: Depth of Darkness[9]

## Livres
- 1996 : De zandkroon
- 2000 : De sprekers van de waarheid